# Dawson Creek
Dawson Creek è una città del Canada nella parte nord orientale della Columbia Britannica, si estende su 24,37 chilometri quadrati e aveva una popolazione di 12.978 nel 2016. Dawson Creek prende il nome dall'omonimo torrente (creek: torrente in inglese) che attraversa la comunità, corso d'acqua a sua volta intitolato a George Mercer Dawson che guidò una squadra di rilevamento attraverso l'area nell'agosto del 1879; un membro del team ha etichettato il torrente appunto con il nome di Dawson. La precedente piccola città iniziò a trasformarsi nell'attuale centro regionale quando il capolinea della ferrovia dell'Alberta vi fu portato nel 1932 e poi nel 1942 quando fu usato come punto di trasbordo dall'Esercito degli Stati Uniti in concomitaza dell'inizio dei lavori di costruzione dell'autostrada dell'Alaska, essa venne costruita dall'esercito per motivi strategici durante la seconda guerra mondiale.. Negli anni 50 la città era collegata al resto della Columbia Britannica attraverso un'autostrada ed una ferrovia attraverso le Montagne Rocciose. Dal 1960 la crescita della popolazione è rallentata ma sempre in crescita.
Dawson Creek si trova in una prateria ventosa e secca denominata Peace River Country a sud del fiume Peace e per questo motivo che viene anche definita con un gioco di parole Città della Pace (Capital of the Peace). Ma Dawson Creek è forse più famosa per essere la città del Miglio Zero in riferimento alla sua posizione all'estremità meridionale dell'autostrada dell'Alaska.